# Balanga
Balanga est une ville de 3e classe, capitale de la province de Bataan aux Philippines. Selon le recensement de 2010 elle est peuplée de 87 920 habitants.

## Barangays
Balanga est divisée en 25 barangays.
- Bagong Silang
- Bagumbayan
- Cabog-Cabog*
- Camacho
- Cataning
- Central
- Cupang du Nord
- Cupang Proper
- Cupand oriental
- Dangcol
- Doña Francisca
- Ibayo
- Malabia
- Munting Batangas
- Poblacion Barcenas
- Rivas Ibaba
- Rivas Itaas
- Rivas Lote
- San Jose
- Sibacan
- Talisay
- Tanato
- Tenejero
- Tortugas
- Tuyo

## Démographie
| Année | Habitants | Évolution |
| ----- | --------- | --------- |
| 1995  | 60 912    | -         |
| 2000  | 71 088    | 16,71 %   |
| 2007  | 84 105    | 18,31 %   |
| 2010  | 87 920    | 4,54 %    |